# Põdrala (ancienne commune)

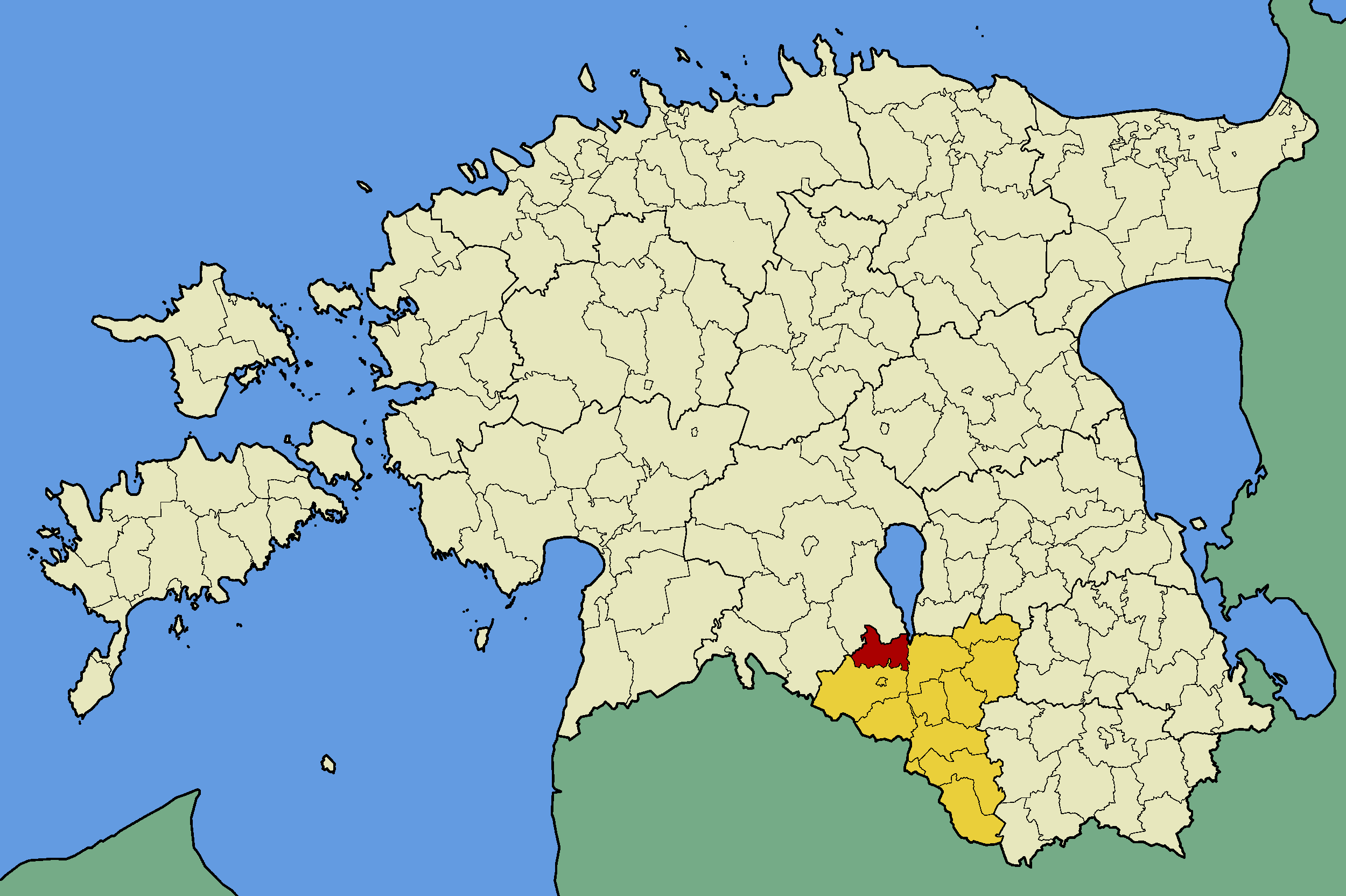
Localisation de l'ancienne commune de Põdrala (rouge), dans le comté de Valga (jaune).

Põdrala (en estonien : Põdrala vald) est une ancienne commune rurale située dans le comté de Valga en Estonie. Son chef-lieu était le village de Riidaja.

## Géographie
Elle s'étendait sur 127,2 km2 au nord-ouest du comté. 
Elle comprenait les villages de Karu, Kaubi, Kungi, Leebiku, Liva, Lõve, Pikasilla, Pori, Reti, Riidaja, Rulli, Uralaane, Vanamõisa et Voorbahi.

## Histoire
À la suite de la réorganisation administrative d'octobre 2017, elle a fusionné avec Helme, Hummuli et Tõrva pour former la nouvelle commune de Tõrva.

## Démographie
En 2012, la population s'élevait à 783 habitants.